# メスロプ・マシュトツ

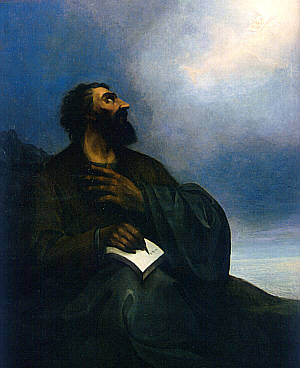
聖メスロプ・マシュトツ。

メスロプ・マシュトツ（アルメニア語：Մեսրոպ Մաշտոց / ラテン文字転写：Mesrop Mashtots, 362年 - 440年）は、アルメニア人で、アルメニア文字を考案した人物として知られる。その功績をもって、アルメニア教会により聖人とされている。

## 文字の創始
アルメニアの歴史書によれば、メスロプ・マシュトツがアルメニア文字を創り出したのは404年から406年ごろのことである。彼がさらにグルジア文字やアルバニア文字も創ったという説もあるが、その信憑性は否定されている。文字が創始されたのはアルメニアがローマとペルシャに分割支配されていた時期であった。文字は思考・創造の武器として民族に多大な影響を与えたものはなかった。文字が創始されるまでは、ギリシャ文字やアッシリア文字を使って書いていた。聖書のアルメニア語訳が伝導に必要であったので、民族の文字が必要であった。
首都エレヴァン近郊のオシャカン（Oshakan）の教会に墓がある。1993年から1995年まで発行されていた100ドラム紙幣に座像が使用されていた。